# 魔法少女山田
『魔法少女山田』（まほうしょうじょやまだ）は、2025年7月15日 0:30 - 1:00（14日深夜）・7月22日 0:30 - 1:00（21日深夜）・7月29日 0:30 - 1:00（28日深夜）に「TXQ FICTION」枠で第3弾として放送されたテレビドラマである。

## あらすじ
第1話
「唄うと死ぬ歌」の噂について調査している男性・貝塚陽太のインタビュー映像から始まる。貝塚によるとこの噂は2010年ごろから広まりはじめ、噂が広まったきっかけはサニーサイドFMで放送されたラジオ番組「サタデーナイトリッスン」での夏のホラー特集コーナーにおいて取り上げられた事であった。
貝塚が唄うと死ぬうたについて調べ始めたのは、サブスクである番組を見たことがきっかけだった。街行く人の悩みを解決するというコンセプトの番組「シンパイ刑事」。

## 登場人物
貝塚陽太
「唄うと死ぬ歌」の噂を調査している男性。20歳。

### ラジオ番組「サタデーナイトリッスン」出演者
岡嶋実
オカルト研究家。
鶴橋美緒
ラジオパーソナリティ。

### バラエティ番組「シンパイ刑事」出演者
日下部結菜
妹の萌花が魔法少女モノのアニメを怖がる事を解決して欲しいと番組に依頼した22歳の一般女性。
日下部萌花
魔法少女アニメを怖がる事を姉から心配されて番組に出演した19歳の大学生。4歳～5歳の頃までは魔法少女アニメが好きである事を語っている。
日下部明梨
上記の結菜、萌花姉妹の母。50歳の一般女性。
トム・ブラウン(本人役)
バラエティ番組「シンパイ刑事」で刑事(レポーター)役で日下部姉妹宅を訪問。
十文字幻斎(本人役)
魔法少女アニメを怖がる日下部萌花に催眠術をかけた。

### その他
山田正一郎
2009年当時41歳の男性。元は小学校の教師をしていたが、学校の勉強についていけず不登校になった生徒のもとに勉強を教えれるために連日訪問した事で生徒の保護者とトラブルになった事や、いじめ問題などのトラブルがきっかけで教師を退職。
その後は清掃員のアルバイトをしながら、魔法少女のコスプレをして地域の子供達に勉強を無償で教えるボランティア活動を行っている様子を三田愛子監督により「魔法少女おじさん」のタイトルで自主制作映画が制作された。妻子がいたが、離婚しており現在(2009年当時)は一人暮らしをしていた。小学校教諭の復帰を目指して2009年9月に教員採用試験を受験するが失敗。その後は某幼稚園で事務職員として採用され、事務職員として勤務する傍ら魔法少女コスプレをして園児たちと交流していたが2010年9月17日に死去。
三田愛子
前述の山田の様子を追った自主制作映画「魔法少女おじさん」を撮影した女性監督。
中西孝則
山田の飲み仲間。山田の心の不安を言い当てる.
久野敏夫
貝塚陽太や日下部萌花が通っていた幼稚園の園長。また幼稚園には山田も事務職員として勤務していた。貝塚が彼の自宅を訪問した際に幼稚園は12年前に閉園したと語っている。